# King’s Quest: Quest for the Crown
King’s Quest: Quest for the Crown – komputerowa gra przygodowa stworzona pierwotnie w 1984 na IBM PCjr jako King’s Quest. Napisana przez Robertę Williams, która była głównym projektantem wszystkich części serii King’s Quest, aż do ostatniego oficjalnego wydania, King’s Quest: Mask of Eternity.
Gra została wyprodukowana na zamówienie firmy IBM w celu promocji ich najnowszego komputera PCjr. Na jej potrzeby został stworzony interfejs AGI, wykorzystywany później przez Sierrę przy wielu innych tytułach. King Quest okazał się komercyjnym sukcesem, który uratował firmę od bankructwa.

## Fabuła
Królestwo Daventry rządzone przez mądrego monarchę Edwarda ma poważne kłopoty, ponieważ jego cenne magiczne przedmioty - magiczne lustro, tarcza i skrzynia - zostały skradzione. Król Edward wysyła swojego najdzielniejszego rycerza, Sir Grahama, aby je odzyskać. Jeśli mu się powiedzie, będzie on następnym królem.